# سعدان، حجة
سعدان هي إحدى قرى الجمهورية اليمنية. تتبع جغرافيا لمحافظة حجة وإداريًا لمديرية أفلح اليمن. يبلغ تعداد سكانها 3441 نسمة حسب الإحصاء الذي أجري عام 2004.